# Veneter (Weichsel)

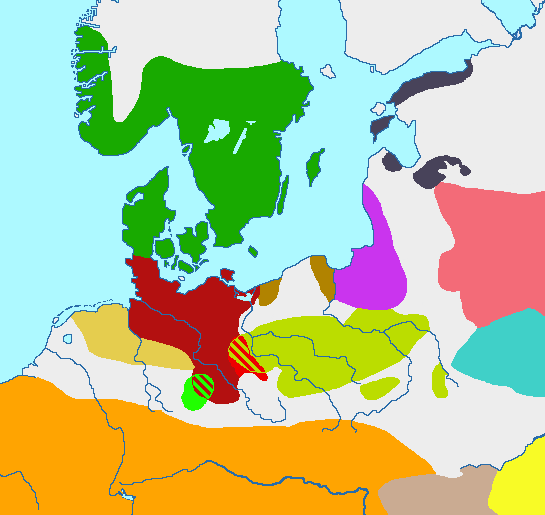
Vorrömische Eisenzeit ca. 600 v. Chr. bis zur Zeitenwende. Nord- und Nordosteuropa
Legende:
Jastorf-Kultur
Frühe nordische Eisenzeit
Harpstedt-Nienburger Gruppe
Keltische Gruppen
Przeworsk-Kultur
Hausurnenkultur
Ostbaltische Waldzonen-Kulturen
Westbaltische Hügelgräberkultur
Zarubincy-Kultur
Estländische Gruppe
Gubener Gruppe (von der Przeworsker Kultur beeinflusst)
Oxhöft-Kultur
Getische und thrakische Gruppen
Poienești-Lukaševka-Kultur (von Przeworsker und Jastorfkultur beeinflusst)

Der Name Veneter (Venedi, Venetae, Venedae) wird in der Antike von verschiedenen Autoren zur Bezeichnung unterschiedlicher Stämme u. a. auch einer Bevölkerung im Baltikum verwendet. Ursprünglich wird der Begriff von Römern benutzt, die damit Stämme bezeichneten, die direkt am und wohl auch vom Wasser (im weitesten Sinne) leben. Die ursprüngliche Übersetzung entspricht der Farbe Blau (lateinisch veneti, mittelgriechisch venetoi, bei den Römern sehr weiträumig ausgelegt) und wurde als Bezeichnung der Rennställe im Rahmen von Wagenrennen z. B. im Circus Maximus genutzt. Der Begriff wurde im Mittelalter des fränkischen Reiches von Mönchen zu Wenedi umgeformt, das schließlich zu Wenden wurde, mit der slawische Bevölkerungsgruppen bezeichnet wurden. Auf den Begriff geht vermutlich auch das Wort „Winden“ zurück, das wohl im selben Zeitraum entstand.
Aus einer derartigen Namensverformung, die gelegentlich auch an gewisse Orte (z. B. Venedig) gebunden ist, lässt sich keine Kontinuität einer bestimmten Bevölkerungsgruppe ableiten.

## Hintergrund
Mehrere Autoren des Altertums und Frühmittelalters erwähnen östlich Germaniens ein Volk der Veneter. Der Name wird als Quelle des mittelalterlichen und neuzeitlichen Begriffs Wenden für verschiedene westslawische Völker angesehen, zumeist im Sinne einer Fehlzuschreibung. Schon die Aussagen der alten Autoren über dieses am äußersten Rand der den antiken Literaten bekannten Welt lebende Volk sind nicht ganz einheitlich.
Als Sarmatien, benannt nach den in der heutigen Ukraine und Südrussland lebenden Sarmaten, bezeichneten antike Autoren den ganzen Osten Europas östlich der  Sarmatischen Berge (lateinisch Sarmatae mons). Vermutlich meinte man damit die Hohe Tatra.
Plinius (* etwa 23; † 25. August 79) bezieht sich in seiner Naturalis historia auf Aussagen von Skandinaviern, dass in dem Land Aeningia (östlich der Ostsee, größer als Skandinavien) an der Weichsel (d. h. nordöstlich und östlich derselben) die Sarmatae, Venetae, Skiren und Hirren wohnten.
Tacitus (* um 58 n. Chr.; † um 120) erwähnt in seiner Germania am östlichen Rand Germaniens die Peucini, Venedi und Fenni, bei denen er nicht sicher sei, ob er sie den Germanen oder den Sarmaten zurechnen solle. Seine Lokalisierung der Venedi beschränkt sich auf „zwischen Fenni und Peucini“. Als Küstenbewohner erwähnt er die Aesti gentes gegenüber den Suiones (Vorfahren der Schweden) und dass ihr Siedlungsgebiet östlich des Ästuar (lateinisch aestuarium ‚Flussdelta‘) an die von ihm nirgends erwähnte Weichselmündung anschließend vermutet wird. Daher wird teilweise angenommen, Tacitus habe mit Aesti die oder ein Volk der Balten bezeichnet.
Claudius Ptolemaios (* um 100; † um 175) beschreibt die Stämme westlich der Weichsel in seiner Geographike Hyphegesis im Kapitel Germanien des zweiten Buches, die Stämme östlich der Weichsel im Kapitel Sarmatien des dritten Buches. Aesti oder Aisti erwähnt er nirgends. An der Küste einer Venedischen Bucht wohnen bei ihm die großen Völker der Uenedai, an der (unteren) Weichsel die kleineren Völker derselben, dazu in der Nähe Galindoi und Sudonoi, noch über ein Jahrtausend später Namen baltischer Stämme, sowie östlich nicht weit vom Meer die Veltae. Aufgrund seiner geografischen Angaben wird von einigen Forschern angenommen, dass Ptolemaios mit Venedai einen baltischen Stamm bezeichnete, der an der preußischen Haffküste oder der Rigaer Bucht lebte. Mit diesem Stamm werden die neuzeitlichen Ortsnamen Ventspils, Venda (Fluss bei Ventspils) und Wenden (früherer Name von Cēsis) in Lettland in Verbindung gebracht.

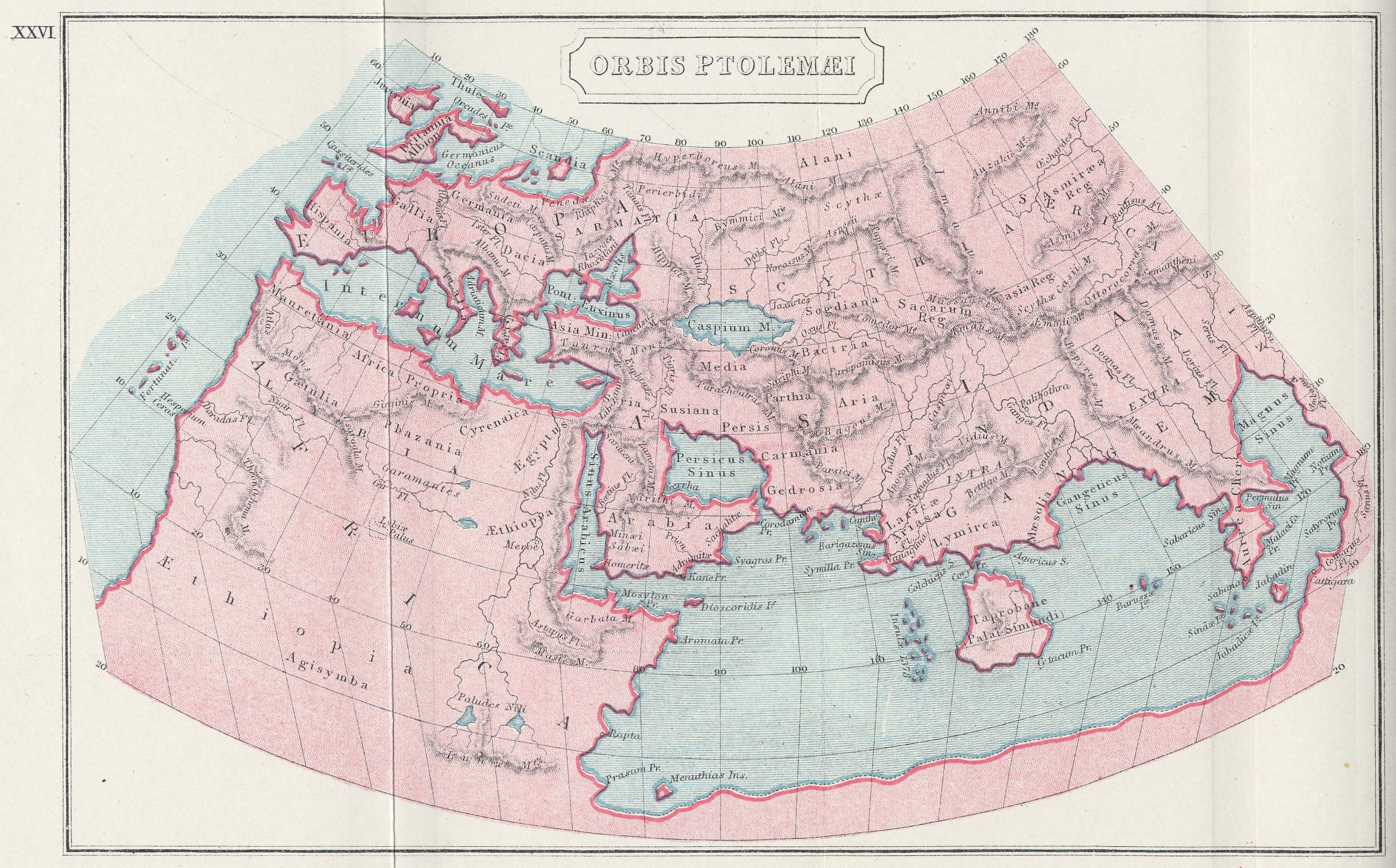
Moderne Übertragung zeigt Venedai an der Haffküste

Jordanes erwähnt eine Legende, nach der die Gepiden einst auf Inseln im Frischen oder Kurischen Haff gelebt haben sollen. Tacitus erwähnt die Aesti östlich davon. Archäologisch lässt sich im 1. Jahrhundert östlich der Goten eine weitere Kultur am Kurischen Haff (heutiges Litauen, Lettland) nachweisen, die als westbaltisch angesehen wird.
Jordanes erwähnt um 550 in seiner Darstellung der Geschichte der Goten (Getica 23, 119) sowohl die Aesti als auch die Venethi. Er schreibt wortwörtlich, das Reich der Goten unter dem Gotenkönig Ermanarich (lateinisch Hermanaricus, † 376) reiche von den Aestii bis zum Pontus. Zudem hätten die Goten die Venethi, Anten und Sclaveni (griechisch Sklavinoi) geschlagen.
Münzfunde aus der Zeit gotischer Kriege gegen römische Kaiser im westlichen Baltikum bestätigen diese Darstellung und bezeugen eine rege Wechselwirkung zwischen Balten aus Samland, Kujawien und Masuren (Dollkeim-Kultur und Bogaczewo-Kultur) und den Goten, die bis ins 5. Jahrhundert anhält.
…, von der Quelle der Vistula durch eine unermessliche Strecke hin wohnt das mächtige Volk der Venether, deren Name freilich nun bei verschiedenen Familien und Orten wechseln mag, so werden sie dennoch grundsätzlich Sclaveni und Anten genannt.
Als mögliche Gruppierung kommen hier die 5 Stämme der Lugier sowie die Charini bzw. Harier in Frage, die ausschließlich im 1. Jahrhundert erwähnt werden und teilweise auch als Vandalen bezeichnet wurden. Sie sind Teil der Przeworsk-Kultur. Archäologisch werden die Venether am ehesten der sogenannten Memelkultur im Kurland zugeschrieben, die  eisenzeitliche Handelskontakte mit Skandinavien unterhielt. Doch auch zum Samland bestanden intensive Kontakte.
Um 550 platziert Jordanes die Sclaveni, als ursprünglichen Teil der Venethi, von Noviodunum ad Istrum bis zum Mursianischen See (bei Novae) und nordwärts bis zu den Quellen der Weichsel (in den Schlesischen Beskiden); daneben (westlich von Turris) lebten die Anten. Diese Aussage wird durch den Zeitgenossen Prokopios von Caesarea bestätigt, der die Sklavini um ca. 550 zur Zeit des Justinian I. nördlich des verfallenen Kastell Ulmetum beschrieb.
Awaren werden 559 in Noviodunum ad Istrum von Ostrom angeworben, und 562 werden die Anten, die 545 Turris bekamen, von den Awaren angegriffen. Jordanes kannte keine Awaren und starb vor ihrer Ankunft. Er kann sich daher nur auf Europäer bezogen haben. Fortan wird der Begriff Sklavinoi historisch für alle Barbaren Osteuropas jenseits der Donau genutzt, inkl. der Awaren, und verschwindet nach ca. 250 Jahren wieder mit der Ausbreitung der Bulgaren.